# Walter Crane
Walter Crane (Liverpool, 15 augustus 1845 – Horsham, 14 maart 1915) was een Engelse kunstenaar. Hij maakte schilderijen, illustraties, kinderboeken, keramische tegels en andere decoratieve kunst.
Crane werd beïnvloed door de stroming van het prerafaëlisme en maakte deel uit van de arts-and-craftsbeweging.

## Invloed in Nederland en België

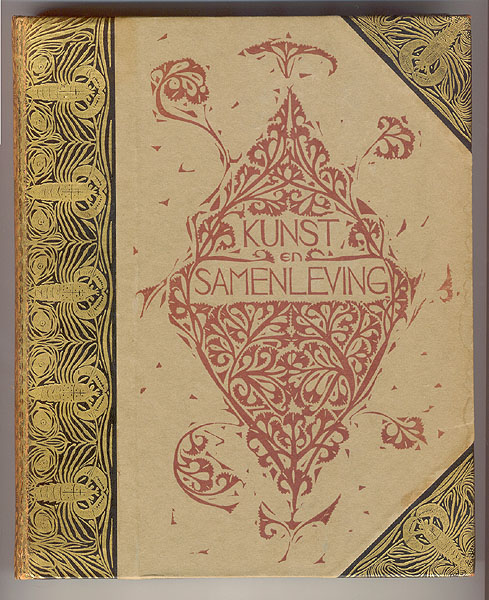
Boekomslag Kunst en samenleving van Walter Crane, In het Nederlands vertaald en bewerkt door Jan Veth. Bandontwerp G.W. Dijsselhof

Ideeën en werk van de Arts and Crafts drongen op het continent het eerst door tot de Belgische kunstenaars in Brussel. In 1883 ondertekenden 20 kunstenaars daar het manifest van de kunstenaarsgroep Les Vingt met de bedoeling de progressieve, artistieke krachten te bundelen en gezamenlijke salons te organiseren. De groep bestond hoofdzakelijk uit Belgische kunstenaars, maar had nauwe contacten met de Parijse, Nederlandse en Engelse moderne kunstwereld.
De Vingt-leden waren enthousiast over de geschriften van onder anderen William Morris en Walter Crane, belangrijke vertegenwoordigers van de Arts-and-Craftsbeweging. De golvende lijnen van Crane zijn terug te vinden in de boekomslagen van de catalogi van Les Vingt. Op de Rijksschool voor Kunstnijverheid Amsterdam zochten kunstenaars als G.W. Dijsselhof naar nieuwe basisprincipes voor de boektypografie en -versiering. Via Jan Veth vormden Walter Crane's gedachten een solide ondergrond voor een Nederlandse boekvernieuwing. Vooral Veths bewerking van Crane's boek Claims of Decorative Art. Dit boek was een pleidooi voor samenwerking tussen alle kunstdisciplines om een betere wereld te creëren voor de arbeider, ‘de nieuwe mens’. Veth benadrukte in de inleiding dat de taal van de kunst met zijn verwijzingen naar de klassieke oudheid niet meer begrepen werd. De vormentaal van de kunst moest worden aangepast. Kunst en Samenleving, zoals de Nederlandse vertaling luidde, werd al snel een handboek, niet alleen voor de boekvernieuwing, maar voor de Nieuwe kunst, de art nouveau, in Nederland.

## Galerij

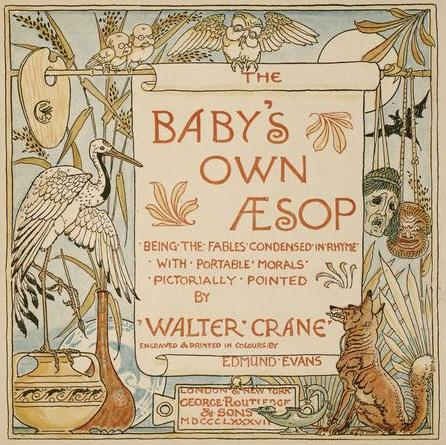
Titelpagina van Baby's Own Aesop, Walter Crane, London, 1887
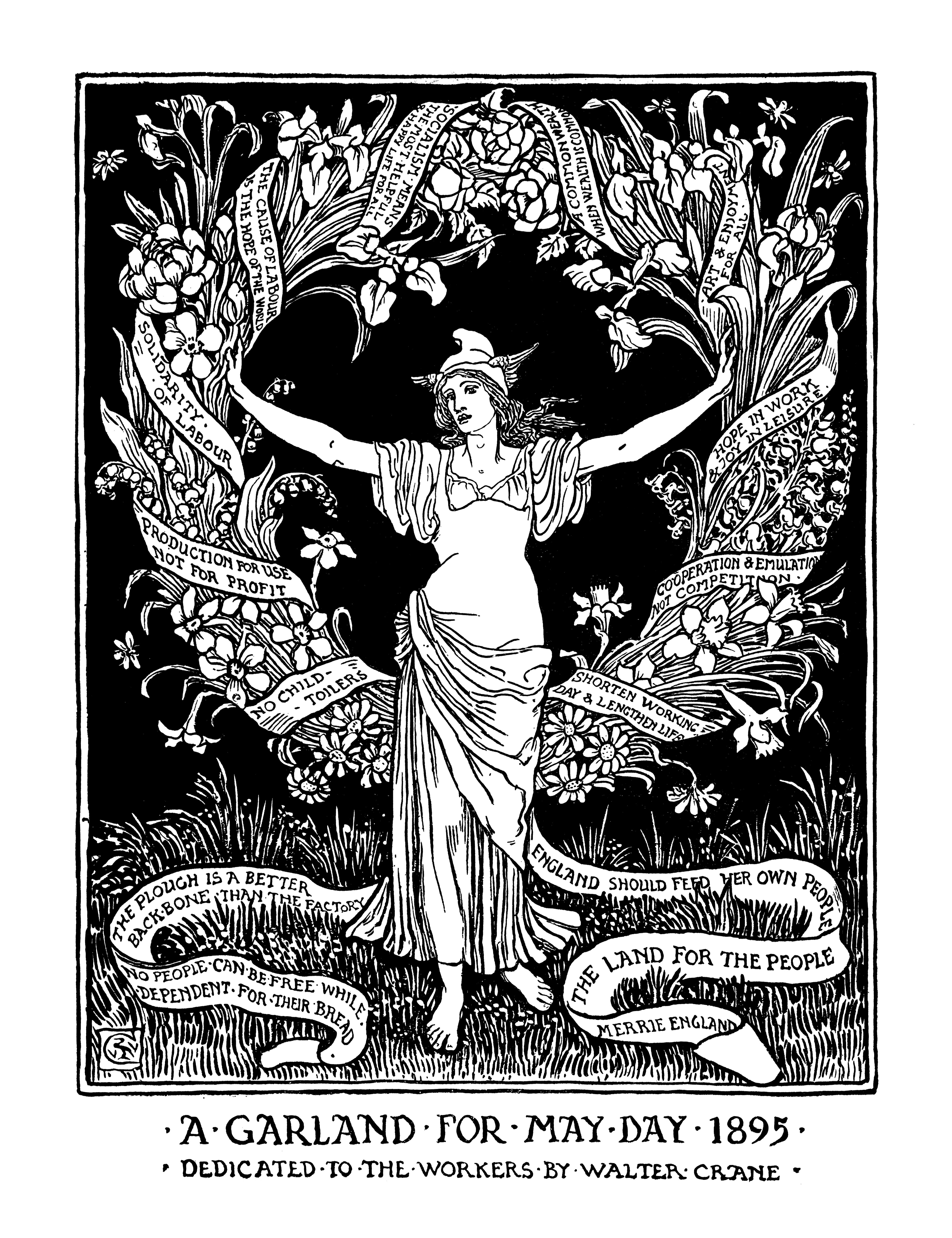
Houtsnede, A Garland for Mayday, 1895
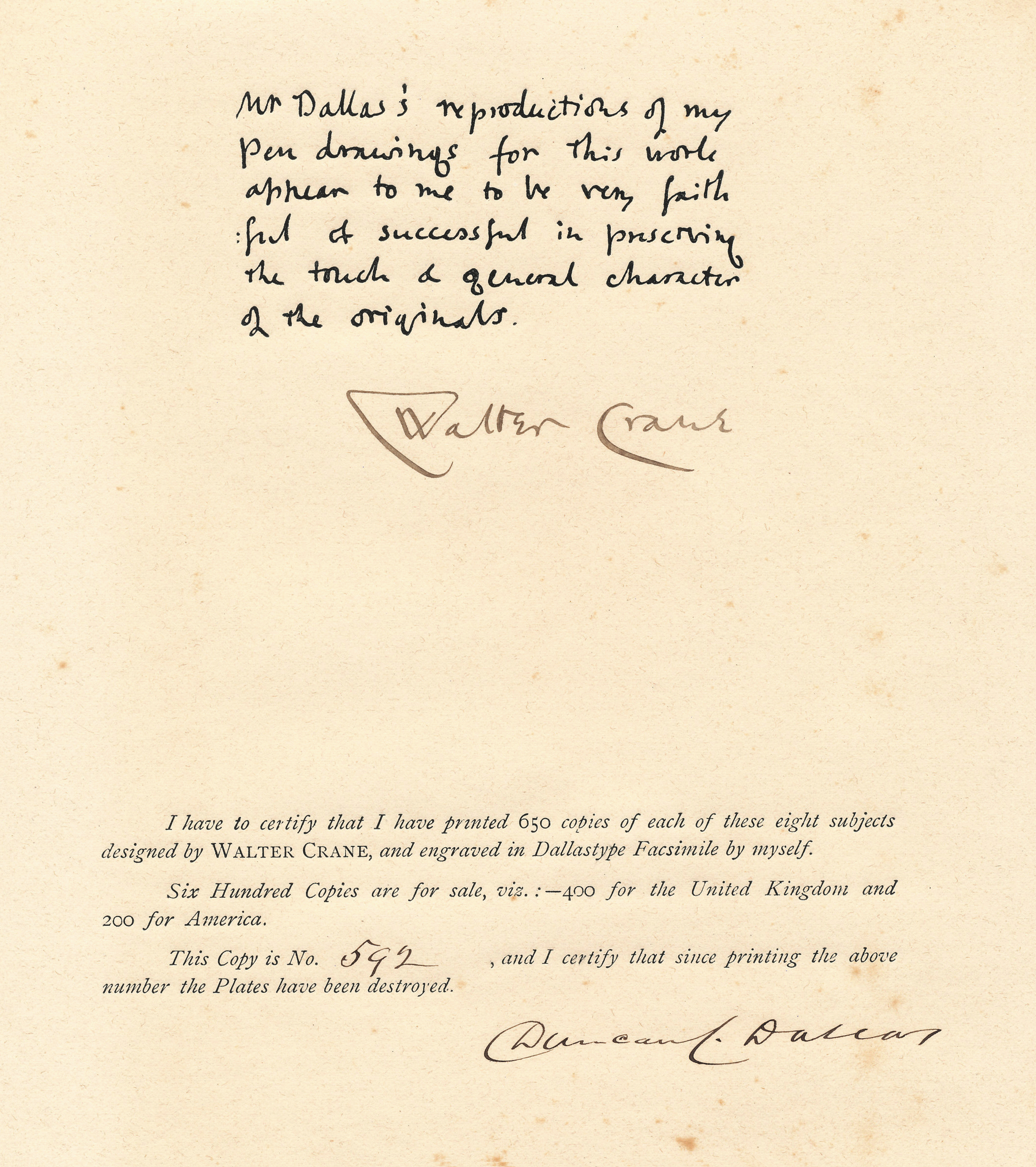
De handtekening van Walter Crane